# Gottolengo
Gottolengo là một đô thị thuộc tỉnh Brescia trong vùng Lombardia ở Ý. Đô thị này có diện tích 29 km², dân số 5090 người.
Đô thị này giáp với các đô thị sau: Gambara, Ghedi, Isorella, Leno, Pavone del Mella, Pralboino.